# Altwasser bei der Bleiche
Das Altwasser bei der Bleiche ist ein vom Landratsamt Tuttlingen am 11. Januar 1944 durch Verordnung ausgewiesenes Landschaftsschutzgebiet auf dem Gebiet der Stadt Tuttlingen.

## Landschaftscharakter
Das Gebiet wird von einem umgekehrt u-förmigen Altarm der Donau bestimmt, der vom Riedgraben mit Wasser gespeist wird und über einen Durchlass unter der Straße mit der Donau verbunden ist. Innerhalb der Flussaue liegt eine Feuchtwiese mit einzelnen Gehölzgruppen. Der Altarm wird von einem Auwald gesäumt.

## Lage
Das Landschaftsschutzgebiet Altwasser bei der Bleiche liegt links der Donau zwischen Tuttlingen und dem Stadtteil Nendingen, nördlich der Nendinger Straße und der parallel verlaufenden Eisenbahnlinie der Donautalbahn. Es gehört zum Naturraum Baaralb und Oberes Donautal.

## Zusammenhängende Schutzgebiete
Das Landschaftsschutzgebiet liegt im FFH-Gebiet Großer Heuberg und Donautal und im Naturpark Obere Donau.